# ナイタール

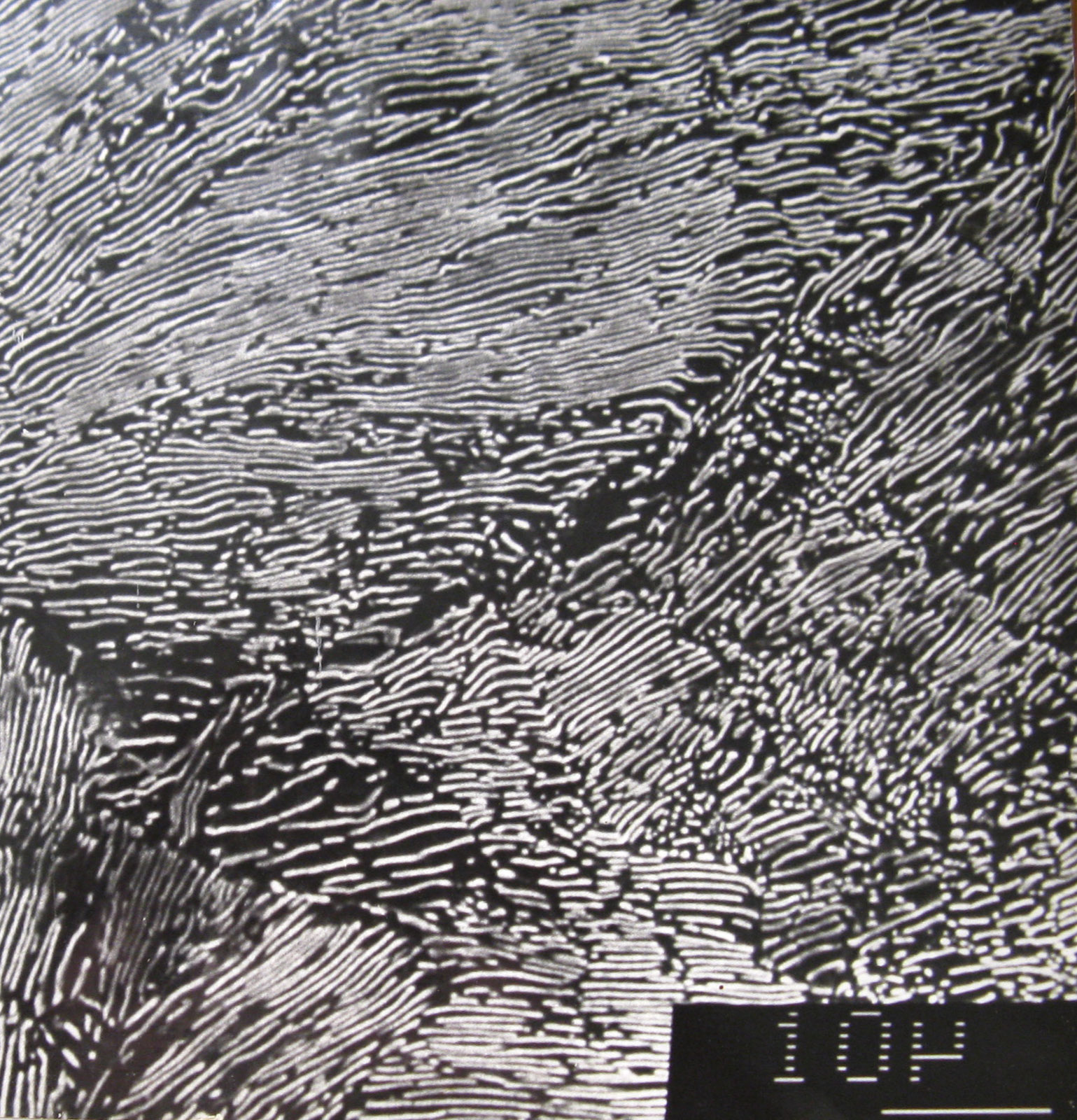
アニーリング後の共析鋼（0.8％炭素）鋼における層状パーライトのSEM顕微鏡写真。 ナイタールでエッチングされている。

ナイタール（英: Nital）は、金属を腐食させる作用を利用してエッチングに使用される、硝酸とアルコールの溶液である。
エタノールと硝酸の混合液は潜在的に爆発性がある。これは一般にガスの発生によって起こるが、硝酸エチルも生成される。メタノールは爆発しないが毒性がある。
エタノールと硝酸の溶液は、硝酸の濃度が10％以上になると爆発する危険がある。5％を超える溶液は密閉容器に保存してはいけない。硝酸は希薄と低温状態で酸化剤として作用する。